# Allon ha-Galil
Allon ha-Galil (hebr. אלון הגליל; ang. Allon HaGalil; pol. Dąb Galilei) – wieś komunalna położona w Samorządzie Regionu Emek Jizre’el, w Dystrykcie Północnym, w Izraelu.

## Położenie
Allon ha-Galil jest położona na wysokości od 200 do 229 metrów n.p.m. na wzgórzach na południowo-zachodnim skraju Doliny Bejt Netofa w Dolnej Galilei, na północy Izraela. Osada leży bezpośrednio na szczycie góry Har Jiftach’el (225 m n.p.m.). Okoliczne wzgórza są porośnięte dużym kompleksem leśnym Jaar Cippori. Na wschód od osady przepływa strumień Jiftachel, który wypływa z Doliny Bejt Netofa. Na południu znajduje się wadi strumienia Cippori. W jej otoczeniu znajdują się miasteczka Bir al-Maksur, Zarzir i Ka’abije-Tabbasz-Hajajre, kibuce ha-Solelim i Harduf, oraz wsie komunalne Szimszit i Adi.
Allon ha-Galil jest położona w Samorządzie Regionu Emek Jizre’el, w Poddystrykcie Jezreel, w Dystrykcie Północnym Izraela.

## Historia

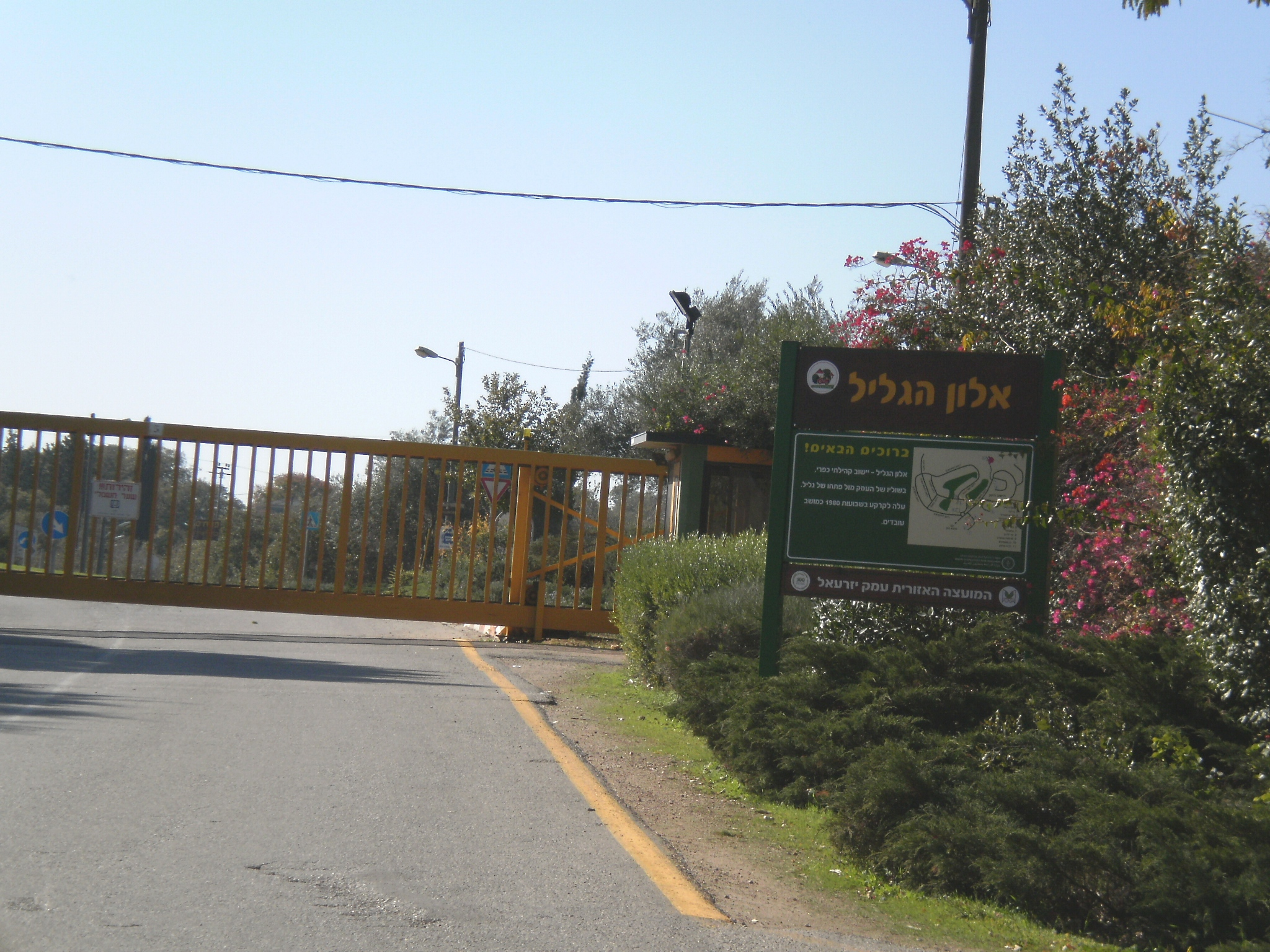
Wjazd do wsi

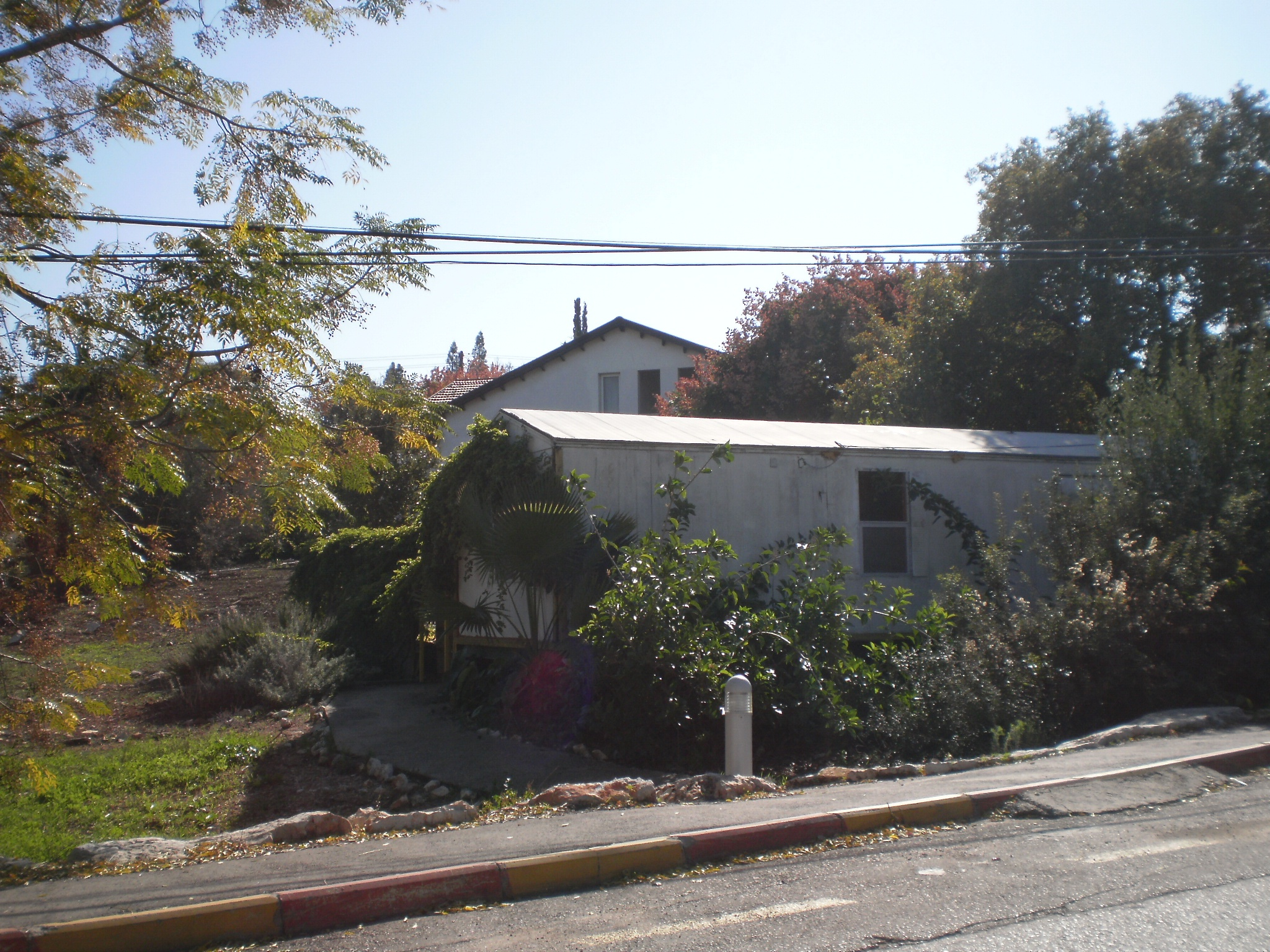
Typowe domy we wsi

Osada została założona w 1980 roku na ziemiach wykupionych na początku XX wieku przez Żydowski Fundusz Narodowy. Osada została zaprojektowana na 80 gospodarstw, w których miały zamieszkać osoby z okolicznych żydowskich osad rolniczych. Miał to być typowy rolniczy moszaw (otrzymał 60 hektarów ziemi) i posiadał początkowo nazwę Jiftachel. Nazwa została zaczerpnięta od położonego na wschód od osady niewielkiego stanowiska archeologicznego Chorbat Jiftachel. Miejsce to było zamieszkiwane już we wczesnej epoce brązu (ok. 2000 rok p.n.e.). Jednak w 1984 roku znalazł się w on w poważnym kryzysie gospodarczym i wpadł w duże zadłużenie. Większość jego mieszkańców wyjechała. Na miejscu pozostały jedynie 23 rodziny, spośród których jedynie 15 było zdolnych do prac rolniczych. Przeprowadzono wówczas częściową prywatyzację moszawu, przekształcając go w wieś komunalną. Jest ona wspólnie zarządzana, jednak indywidualne osoby prowadzą własną odrębną działalność gospodarczą. Zachowano jej rolniczy charakter. W 1986 roku podjęto decyzję o przyjmowaniu do wsi nowych imigrantów przybywających do Izraela. Istnieją plany rozbudowy wsi o 26 nowych domów.

## Demografia
Większość mieszkańców wsi jest Żydami, jednak nie wszyscy identyfikują się z judaizmem. Tutejsza populacja jest świecka:

## Gospodarka i infrastruktura
Gospodarka wsi opiera się na intensywnym rolnictwie i obsłudze ruchu turystycznego. Hoduje się tutaj bydło mleczne, owce i kozy. Jest także winnica i pasieka. Część mieszkańców dojeżdża do pracy poza wsią. We wsi jest przychodnia zdrowia, sklep wielobranżowy i warsztat mechaniczny.

## Transport
Ze wsi wyjeżdża się na północny wschód na drogę ekspresową nr 79, którą jadąc na północny zachód dojeżdża się do miejscowości Bir al-Maksur, lub jadąc na południowy wschód dojeżdża się do węzła z drogą ekspresową nr 77.

## Edukacja i kultura
Wieś utrzymuje przedszkole. Starsze dzieci są dowożone do szkoły podstawowej we wsi Giwat Ela i szkoły średniej w moszawie Nahalal. We wsi jest ośrodek kultury z biblioteką, basen kąpielowy, sala sportowa z siłownią i boisko do piłki nożnej.

## Turystyka
Okoliczne wzgórza są terenem popularnych pieszych wędrówek po lesie sosnowym i dębowym. Wytyczono tutaj liczne ścieżki rowerowe i spacerowe. Po stronie południowej przebiega wadi strumienia Cippori. Jest tutaj uprawiane kajakarstwo. Na wschód od osady rozciąga się Rezerwat przyrody Ha-Solelim. Przechodzi on w kierunku południowym w Rezerwat przyrody Ja’ar Cippori. Natomiast w małym lesie położonym na wschód od moszawu (po drugiej stronie drogi nr 77) urządzono park z alejkami spacerowymi, ścieżką rowerową i ławkami. Można tutaj odpoczywać w cieniu rozłożystych drzew. Całość prac sfinansował Żydowski Fundusz Narodowy. Na leśnych polanach w okresie wiosny kwitną liczne kwiaty.